# Liste der Baudenkmale in Stelle (Landkreis Harburg)
In der Liste der Baudenkmale in Stelle sind alle Baudenkmale der niedersächsischen Gemeinde Stelle aufgelistet. Die Quelle der Baudenkmale ist der Denkmalatlas Niedersachsen. Der Stand der Liste ist der 8. Oktober 2020.

## Allgemein
In den Spalten befinden sich folgende Informationen:
- Lage: die Adresse des Baudenkmales und die geographischen Koordinaten. Kartenansicht, um Koordinaten zu setzen. In der Kartenansicht sind Baudenkmale ohne Koordinaten mit einem roten Marker dargestellt und können in der Karte gesetzt werden. Baudenkmale ohne Bild sind mit einem blauen Marker gekennzeichnet, Baudenkmale mit Bild mit einem grünen Marker.
- Bezeichnung: Bezeichnung des Baudenkmales
- Beschreibung: die Beschreibung des Baudenkmales. Unter § 3 Abs. 2 NDSchG werden Einzeldenkmale und unter § 3 Abs. 3 NDSchG Gruppen baulicher Anlagen und deren Bestandteile ausgewiesen.
- ID: die Objekt-ID des Baudenkmales
- Bild: ein Bild des Baudenkmales, ggf. zusätzlich mit einem Link zu weiteren Fotos des Baudenkmals im Medienarchiv Wikimedia Commons. Wenn man auf das Kamerasymbol klickt, können Fotos zu Baudenkmalen aus dieser Liste hochgeladen werden:

## Ashausen

### Gruppe: Mühlenanlage Zur Wassermühle 1,2/3
Die Gruppe „Mühlenanlage Zur Wassermühle 1,2/3“ hat die ID 26969763.

| Lage                                              | Bezeichnung              | Beschreibung | ID       | Bild |
| ------------------------------------------------- | ------------------------ | ------------ | -------- | ---- |
| Zur Wassermühle 1 53° 21′ 49″ N, 10° 8′ 8″ O      | Speicher                 |              | 26960942 |      |
| Zur Wassermühle 1 53° 21′ 48″ N, 10° 8′ 7″ O      | Speicher                 |              | 26960523 | BW   |
| Zur Wassermühle 1 53° 21′ 47″ N, 10° 8′ 8″ O      | Wohn-/Wirtschaftsgebäude |              | 26960807 | BW   |
| Zur Wassermühle 1 53° 21′ 46″ N, 10° 8′ 9″ O      | Wassermühle              |              | 26960792 |      |
| Zur Wassermühle 1 53° 21′ 45″ N, 10° 8′ 8″ O      | Kran                     |              | 26960971 | BW   |
| Zur Wassermühle 3 53° 21′ 45″ N, 10° 8′ 8″ O      | Speicher                 |              | 26960762 |      |
| Zur Wassermühle 2 53° 21′ 45″ N, 10° 8′ 10″ O     | Kornbrennerei            |              | 26960776 | BW   |
| Scharmbecker Straße 4 53° 21′ 44″ N, 10° 8′ 12″ O | Wohn-/Wirtschaftsgebäude |              | 26960821 |      |
| Zur Wassermühle 1 53° 21′ 45″ N, 10° 8′ 4″ O      | Teich                    |              | 26960986 |      |

### Einzelbaudenkmale
| Lage                                              | Bezeichnung              | Beschreibung | ID       | Bild |
| ------------------------------------------------- | ------------------------ | ------------ | -------- | ---- |
| Am Osterberg 3 53° 21′ 43″ N, 10° 8′ 3″ O         | Backhaus                 |              | 26960927 |      |
| Scharmbecker Straße 3 53° 21′ 43″ N, 10° 8′ 15″ O | Scheune                  |              | 26960835 |      |
| Scharmbecker Straße 8 53° 21′ 39″ N, 10° 8′ 15″ O | Wohn-/Wirtschaftsgebäude | Dat Ole Huus | 26961017 |      |
| Lindenstraße 5 53° 21′ 45″ N, 10° 8′ 21″ O        | Wohnhaus                 |              | 26960880 |      |
| Lindenstraße 8 53° 21′ 43″ N, 10° 8′ 24″ O        | Wohnhaus                 |              | 26960865 |      |
| Lindenstraße 10 53° 21′ 44″ N, 10° 8′ 27″ O       | Scheune                  |              | 26960850 |      |
| Bahnhofstraße 53° 21′ 49″ N, 10° 8′ 13″ O         | Kriegerdenkmal           |              | 26960910 |      |

## Stelle

### Gruppe: Bei der Kirche
Die Gruppe „Bei der Kirche“ hat die ID 45313011.

| Lage                                             | Bezeichnung | Beschreibung | ID       | Bild |
| ------------------------------------------------ | ----------- | ------------ | -------- | ---- |
| Bei der Kirche 6 53° 22′ 50″ N, 10° 6′ 44″ O     | Kirche      |              | 26960493 |      |
| Unter den Linden 18B 53° 22′ 47″ N, 10° 6′ 40″ O | Schule      |              | 45313199 | BW   |

### Gruppe: Deichkabelsteine, Kreuzdeich
Die Gruppe hat die ID 26969772.

| Lage                                   | Bezeichnung     | Beschreibung | ID       | Bild |
| -------------------------------------- | --------------- | ------------ | -------- | ---- |
| Kreuzdeich 53° 24′ 26″ N, 10° 8′ 51″ O | Deichkabelstein |              | 35359844 | BW   |
| Kreuzdeich                             |                 |              | 35359866 |      |
| Kreuzdeich                             |                 |              | 35359888 |      |
| Kreuzdeich                             |                 |              | 35359954 |      |

### Einzelbaudenkmale
| Lage                                              | Bezeichnung              | Beschreibung | ID       | Bild |
| ------------------------------------------------- | ------------------------ | ------------ | -------- | ---- |
| Bei der Kirche 3 53° 22′ 50″ N, 10° 6′ 44″ O      | Wohn-/Wirtschaftsgebäude |              | 26960956 |      |
| Bei der Kirche 53° 22′ 50″ N, 10° 6′ 44″ O        | Kriegerdenkmal           |              | 26960476 |      |
| Unter den Linden 18 53° 22′ 48″ N, 10° 6′ 43″ O   | Schule                   |              | 26960552 |      |
| Im Ahler 19 A 53° 22′ 46″ N, 10° 6′ 53″ O         | Wohnhaus                 |              | 26960431 |      |
| Im Ahler 15 53° 22′ 47″ N, 10° 6′ 57″ O           | Scheune                  |              | 26960446 |      |
| Lüneburger Straße 30A 53° 22′ 56″ N, 10° 6′ 56″ O | Wohnhaus                 |              | 26960371 |      |
| Lüneburger Straße 3 53° 23′ 1″ N, 10° 6′ 43″ O    | Wohnhaus                 |              | 26960386 |      |
| Kampstraße 6 53° 23′ 0″ N, 10° 6′ 42″ O           | Scheune                  |              | 26960416 |      |
| Unter den Linden 6 53° 22′ 59″ N, 10° 6′ 40″ O    | Kirche                   | Petri-Kirche | 26960356 |      |
| Am Wasserturm 53° 22′ 41″ N, 10° 6′ 27″ O         | Wasserturm               |              | 26960461 |      |